# Jules Anspach
Pour les articles homonymes, voir Anspach.
Pour les autres membres de la famille, voir Famille Anspach.
 (août 2019).
Jules Anspach, né à Bruxelles le 20 juillet 1829 et mort à Etterbeek le 19 mai 1879, est un bourgmestre de la ville de Bruxelles. Bourgmestre bâtisseur, Anspach fut surnommé le « Haussmann bruxellois ». Il était membre de la Société des douze.

## Ses ascendances
Il appartenait à une vieille famille calviniste établie à Genève et descendant de Johann Wilhelm Anspach (1640-1730) bourgmestre de Schwabenheim.
Son grand-père Isaac Salomon Anspach, citoyen de Genève, (1746-1825), pasteur, dut en 1784 pour des motifs de politique interne s’exiler avec une colonie de Genevois à Bruxelles. Après un séjour de sept ans, il put retourner dans sa patrie, où il devint en 1793 chef d’État de la République de Genève ou « Procureur Général ».
Par la suite, François Anspach (1784-1858), fils d’Isaac-Salomon et père du bourgmestre, vint pour ses affaires s’établir à Bruxelles où il était né durant l’exil de son père. Très vite, François Anspach devint juge suppléant au Tribunal du Commerce, cofondateur puis directeur (en 1840) de la Caisse Hypothécaire et administrateur de la Banque de Belgique et eut également une activité politique, devenant conseiller communal puis membre de la Chambre des représentants en 1845. François Anspach mena ses deux dernières activités de pair jusqu'à sa mort en 1858, à 74 ans.

## Sa vie de famille
Jules Anspach avait épousé à Bruxelles le 23 août 1851, Françoise-Louise dite Fanny Urban née à Namur le 4 décembre 1828 et décédée à Ixelles le 14 mai 1895, munie des secours de la Religion. Le service funèbre eut lieu le vendredi 17 mai à 11 heures en l'église Saint-Boniface.

## Le bourgmestre bâtisseur
Jules Anspach, après des études à l’Athénée royal de Bruxelles, décrocha à 22 ans (en 1851), son diplôme de docteur en droit à l’Université libre de Bruxelles. Comme son père, attiré par la politique, il fut nommé conseiller communal en 1857. Entre-temps, de 1856 à 1858, il publia un volumineux ouvrage: « De la Procédure devant les Cours d'Assises ». En été 1863, il fut amené à remplacer le bourgmestre André-Napoléon Fontainas, décédé inopinément le 19 juillet et le 15 octobre de la même année, le roi Léopold Ier le nomma bourgmestre de la capitale, à 34 ans, charge qu'il devait assumer jusqu'au tombeau.
Il est considéré à juste titre comme le plus grand bourgmestre de Bruxelles. Il eut la volonté de doter la nouvelle Belgique d’une capitale digne de ce nom, après le projet avorté un siècle auparavant de Maximilien-Emmanuel de Bavière de faire de Bruxelles la plus belle ville d’Europe et la capitale des Pays-Bas du Sud, dont il aurait été le souverain.
L'état de délabrement de Bruxelles en ce début d'indépendance était effrayant et, à part le « quartier autrichien » entourant le Parc de Bruxelles, rien n'avait cette majesté nécessaire à la capitale d'un pays qui, pour survivre, devait affirmer son existence à la face d'un monde hostile. Les grands travaux d'Anspach devaient ainsi rapidement hausser Bruxelles au niveau des grandes capitales européennes et éloigner les esprits nostalgiques, de Paris ou d'Amsterdam. L'on reste admiratif devant la rapidité et l'enthousiasme avec lesquels ont été entrepris ces travaux qui ont aéré le centre de Bruxelles mais préservé tout le reste de la ville ancienne. Le voûtement de la Senne et le percement des «boulevards» centraux, impliquant l'expropriation et la démolition de plus d'un millier de maisons, la plupart insalubres, ne prirent que 4 ans et 9 mois (de février 1867 à novembre 1871).
Les destructions massives des quartiers historiques, notamment l'ancien Mont des Arts et les quartiers sous-jacents, n'ont commencé qu'au XXe siècle avec les grands travaux de modernisation des infrastructures comme la jonction Nord-Midi.
La ville, qui croupissait dans la vallée de la Senne, était alors accablée par les maladies et l'insalubrité. Déjà, plusieurs épidémies de choléra avaient causé des milliers de victimes dans la population humble des « bas-quartiers ». Dans ces taudis, on voyait couramment Anspach accompagner les docteurs van Volxem, Max et Feigneaux afin de réconforter les populations décimées par le choléra. Si le bourgmestre ne contracta jamais le mal, par contre, le sergent de ville, attaché à ses pas, en mourut.
La tâche de Jules Anspach (mettre Bruxelles au niveau des plus belles et des plus saines cités d’Europe) était immense. Il parvint à l’accomplir et à donner à la capitale belge l’aspect qu’elle a encore de nos jours. En priorité, il fallait préalablement réaliser le voûtement de la Senne et l'édification de la voirie de larges boulevards centraux.

## Chronologie du voûtement de la Senne
- 1859 : lancement des premières études, sous l'administration de Charles de Brouckère (1796-1860), bourgmestre de 1848 à 1860; le Conseiller communal Anspach vote pour le projet.
- 1865 : le Conseil communal, sous l'égide d'Anspach, désigne le projet final, celui de l’architecte Léon Suys qui propose de canaliser la rivière dans des conduits souterrains sous une suite de boulevards rectilignes de 30 mètres de large, en forme de Y, traversant du Sud au Nord le Vieux Bruxelles sur une longueur de plus de 2,2 km. Ces conduits, construits en briques maçonnées, se composent de 2 collecteurs centraux de 6 m de diamètre pour canaliser les eaux de la Senne et de 2 conduits latéraux plus étroits destinés à collecter les eaux usées des deux rives.
- 15 juin 1866 : signature du contrat confiant la concession des travaux à une entreprise privée anglaise, considérée à l'époque comme la seule expérimentée dans ce type de chantier hors-normes.
- Février 1867 : début des travaux, à l'issue de l'expropriation, effectuée en 7 mois, des 1100 premières maisons.
- 30 novembre 1871 : inauguration du voûtement de la Senne.

## Mort à la tâche à 49 ans
Une fois réalisé l'assainissement du centre de Bruxelles, Anspach se lança, sous la conduction du roi bâtisseur (Léopold II), dans une multitude d'autres travaux ayant pour objet l'embellissement de la capitale : la construction du Palais de la Bourse, la création du quartier Notre-Dame-aux-Neiges, les prolongements de l’avenue Louise, de la rue de la Régence et de la rue Belliard, le Parc du Cinquantenaire. À cela s’ajoute la distribution généralisée du gaz et de l’eau (on ne parlait pas encore d'électricité), l’assainissement des impasses, la création de nouvelles écoles primaires, un projet d'hôpital hors du centre-ville...
Ces lourds travaux eurent raison de la santé de Jules Anspach. Après trois mois de repos prescrits à Nice fin 1878, il fut rappelé par le roi et dut s’atteler à nouveau à la tâche. Le 18 mai 1879, il se rendit en compagnie de son gendre Jules Van Dievoet aux environs de Dinant où il avait loué une propriété.
Après son retour, il avait rejoint son frère Eugène Anspach (1833-1890) qui avait une maison de campagne à Etterbeek, le pavillon de Linthout. Le lendemain, le 19 mai 1879, atteint d’un coma diabétique, il y mourut lors d’une promenade dans le parc, dans sa quarante-neuvième année.
Franc-maçon, Jules Anspach fut membre de la loge bruxelloise Les Amis philanthropes[réf. nécessaire].

## Une récurrente polémique
Le voûtement de la Senne fit l'objet de toutes les convoitises et luttes d'influence pour emporter les marchés fabuleux de ces grands travaux mais, en dépit des violentes critiques qui pleuvaient de toutes parts sur la tête d'Anspach, celui-ci imperturbable, voulant s'assurer les meilleures chances de succès et une réalisation en un minimum de temps, confie la concession des travaux à une unique entreprise, anglaise de surcroît (coupant l'herbe sous le pied aux lenteurs administratives belges), seule à être en mesure, à l'époque, de mener à bien ceux-ci rapidement car seule à avoir déjà fait ses preuves dans des travaux gigantesques de même nature.
Ce fait pourtant bien établi choque encore des historiens actuels qui s'élèvent en juges de l'Histoire, avec leurs yeux du XXe ou XXIe siècle, faisant le reproche qu'un appel d'offres n'avait pas été lancé à l'époque et, de là, allant jusqu'à supputer d'obscurs conflits d'intérêts et mettre en doute l'intégrité d'Anspach... Il a été dit également que les populations modestes avaient été expropriées (plus d'un millier de maisons destinées à la destruction) à bas prix et forcées d'aller s'installer dans d'autres quartiers alors qu'elles furent toutes relogées, en majorité par la Ville, dans des logements salubres raccordés aux services publics rénovés (eau potable, gaz et égouttage). Certains de ces logements sociaux existaient encore en 1950. Le bourgmestre était d'ailleurs suffisamment soucieux de ses administrés pour ne pas laisser à la rue ses concitoyens nécessiteux et en faire des clochards. Si cela n'avait pas été le cas, les épidémies de choléra n'auraient d'ailleurs pas manqué de resurgir.

## Caricatures anciennes et modernes de Jules Anspach

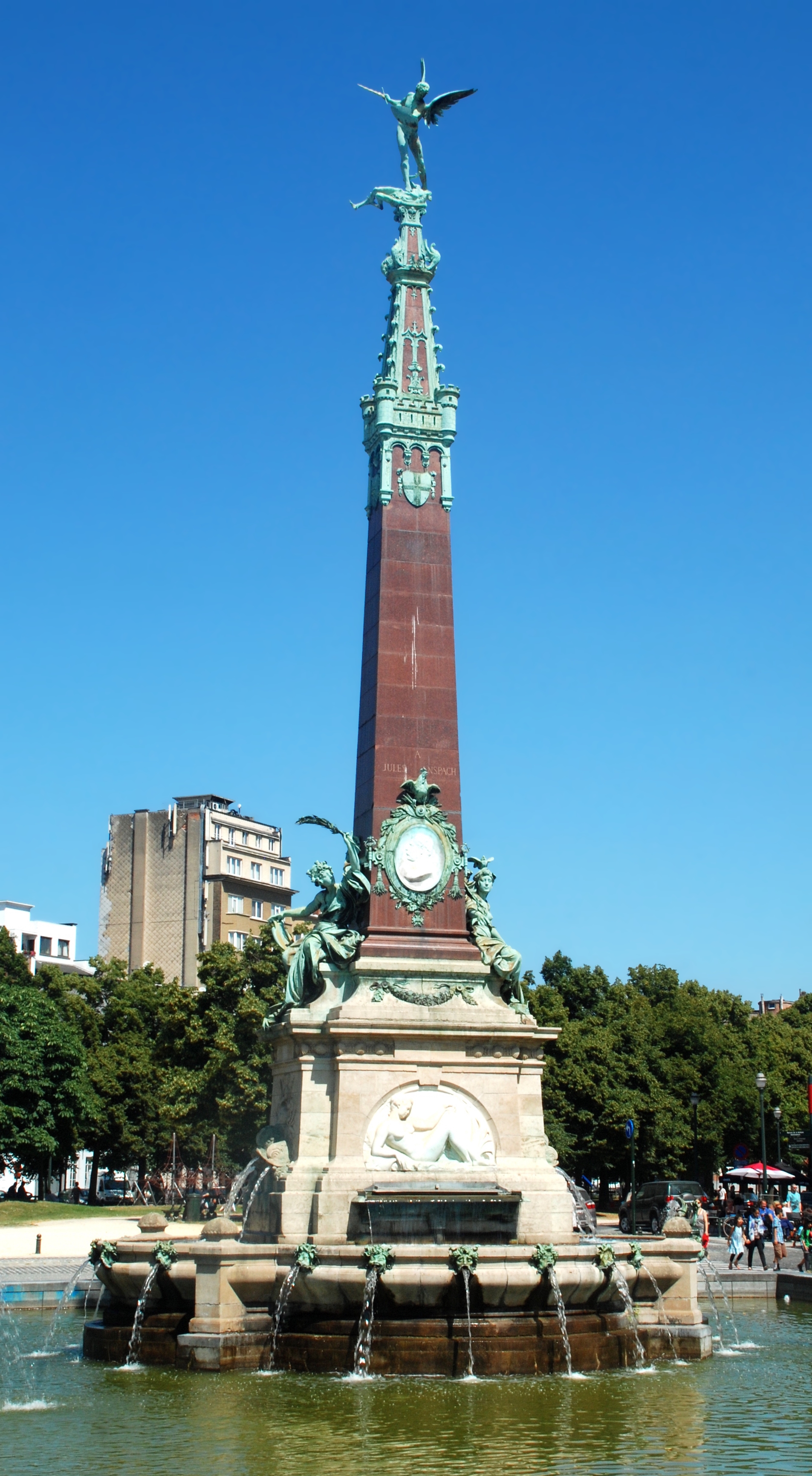
La fontaine Anspach.

À l'instar des grands serviteurs en ce monde du XIXe siècle, Anspach ne fut pas épargné par les pamphlets et l'art de la caricature qui faisaient florès dans la presse de l'époque. Surnommé le « Haussmann bruxellois », il n'eut en effet à cet égard rien à envier à son alter ego, préfet de la Seine de 1853 à 1870, qui allait transformer profondément le tissu urbain de Paris. La caricature donnant, par définition, une image déformée, voire une représentation infidèle de la réalité, doit être accueillie avec indulgence, même si elle frise parfois la perfide diffamation. Ainsi de nos jours encore dans Les Cités obscures, François Schuiten et Benoît Peeters créent le personnage d'Auguste Spanach (anagramme d'Anspach), bourgmestre de Brüsel qu'ils présentent, en s'inspirants de personnages contemporains de la seconde moitié du vingtième siècle, comme étant le stéréotype du politicien véreux et corrompu : « SPANACH Auguste : Échevin de Brüsel comme l’avait été son père, Auguste Spanach n’avait que 34 ans lorsqu’il fut élu Bourgmestre de la ville. D’emblée, il donna une impulsion décisive à la politique des Grands Travaux dont il confia l’entière responsabilité à son proche ami Freddy De Vrouw. Éclaboussé par le scandale dont ce dernier fut l’objet, Spanach mourut prématurément en 746, laissant Brüsel dans un terrible chaos ».

## Hommages et distinctions
La fontaine Anspach pourvue d'une obélisque a été érigée au centre de la place de Brouckère en l'honneur de Jules Anspach. Un boulevard du centre de Bruxelles a également été baptisé « boulevard Anspach ».
Parmi les nombreuses distinctions belges et étrangères, il a été fait :
- Commandeur de l'ordre de Léopold.
- Croix civique de première classe (pour son dévouement lors de l'épidémie de choléra).
- Grand cordon de l'ordre de la Maison ernestine de Saxe.
- Commandeur de la Légion d'honneur (France).
- Grand-croix de l'ordre du Christ (Portugal).

La brasserie "Chez Jules", située rue de l'Ecuyer dans le centre de Bruxelles, est nommée et décorée en son hommage.